# Can Colomer (Badalona)
Can Colomer és una masia al barri de Pomar de Dalt de Badalona (Barcelonès), catalogada com a bé cultural d'interès local.

## Història
Està ubicada sobre una vil·la romana, de la qual hi ha restes en el subsòl, ben a prop d'una riera i protegida dels vents freds al costat del turó de l'Home.
Hi havia segurament una casa abans, car el segle xv era propietat de Jaume Colomer, i el 1720 el senyor del mas era Joan Colomer, un mercader oriünd de Barcelona. Després, va passar per les mans dels Pujol i Senillosa, fins que al segle xx, Josep Maria Albert i Despujol, baró de Terrades, la va fer ampliar i reformar, convertint-la en una casa senyorial on va instal·lar-hi un museu, traslladat a Barcelona el 1960.

## Descripció

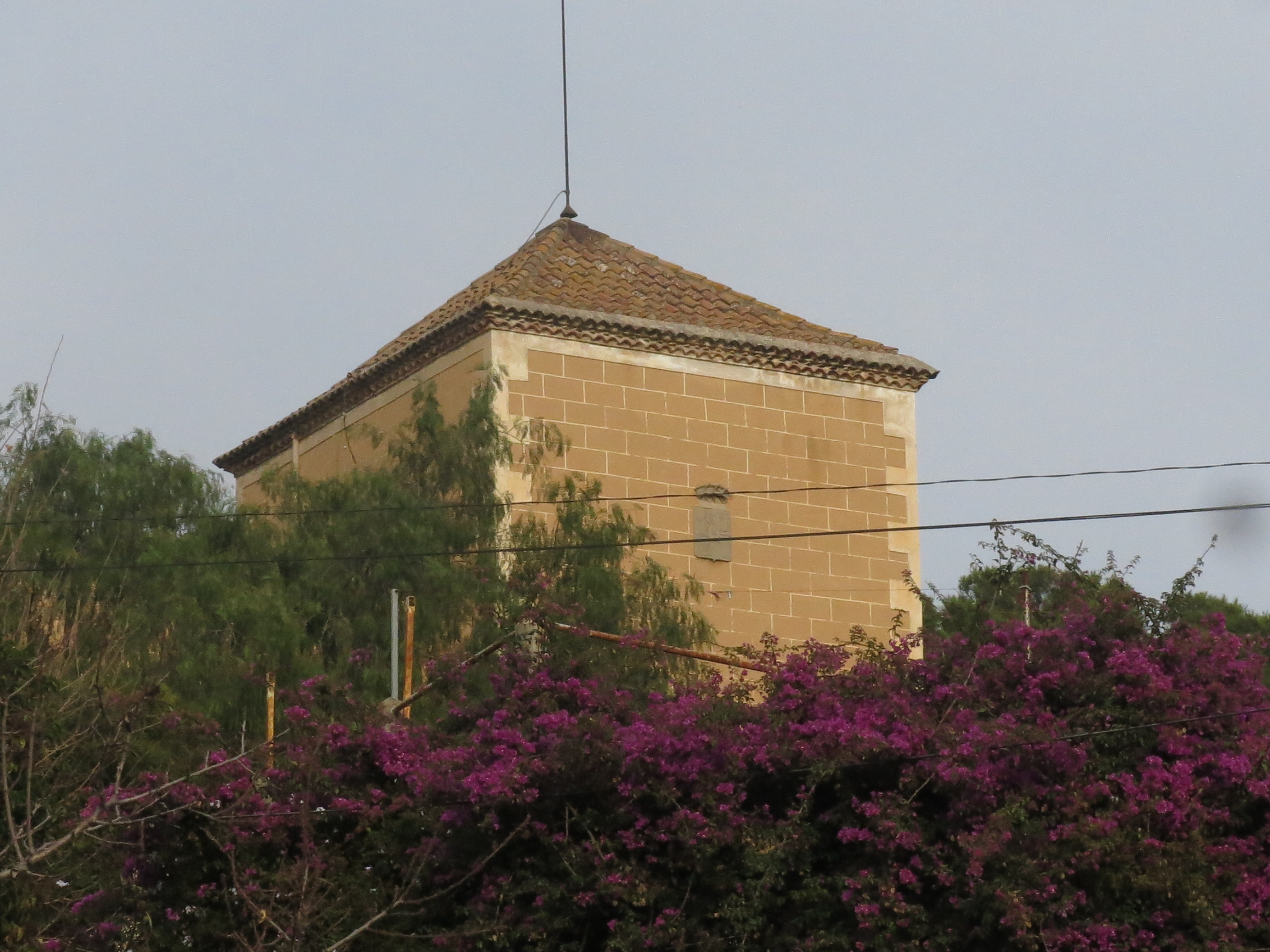
Torre

Originària del segle xvi, consta de tres cossos i jardí-bosc, amb una superfície total de 1962 m². L'edifici principal està formada per planta baixa i golfes, cobertes amb teulades a dues vessants amb el carener perpendicular a la façana. La façana és estucada amb una imitació de carreus, i les seves finestres estan emmarcades en pedra. Els seus interiors són de caràcter sumptuós.
En un costat té una torre coberta per teulada a quatre vessants, i compta amb una sèrie d'edificis annexos que antigament eren de servei, però que actualment serveixen com a estances habituals.